# Possession Island (Namibia)
Possession Island ist eine Insel im Südatlantik an der Südwestküste Namibias. Sie gehört zu den Penguin Islands und ist mit einer Fläche von 97 ha die größte Insel dieser Inselgruppe. Sie schließt die Elisabethbucht im Süden ab.
Die Insel misst 3,5 km von Nord nach Süd bzw. 4 km einschließlich des nördlich vorgelagerten und weniger als 100 Meter entfernten und sieben Hektar großen „North Reef“ und ist maximal 700 Meter breit. Das Südende der Insel liegt 2,5 km westlich der Küste Namibias und ist von dieser durch den Possession Road getrennt. Knapp 500 Meter weiter südwestlich liegt das zumeist überflutete Felsenriff South Reef.
An der Ostseite liegt eine kleine, zeitweilig bewohnte Siedlung. Zudem gibt es Schürfrechte für die Insel.
Possession Island ist Teil des Meob-Chamais Meeresschutzgebietes. Die Insel ist vor allem für seinen Bestände an Pinguinen bekannt. Die Bestände nahmen jedoch zwischen 1956 und 1995 um 98 % von über 23.000 Brutpaaren auf knapp 900 Brutpaare ab.